# Aquilonaria turneri
Aquilonaria turneri är en snäckart som beskrevs av Dall 1886. Aquilonaria turneri ingår i släktet Aquilonaria och familjen strandsnäckor. Inga underarter finns listade i Catalogue of Life.